# Улица Кухмистерова
У́лица Кухми́стерова — улица, расположенная в Юго-Восточном административном округе города Москвы на территории района Печатники.
Нумерация домов начинается от улицы Гурьянова.

## История
Улица названа в 1972 году по посёлку Кухмистерский (бывш. Китаевский), которое было ему присвоено в честь первого председателя профсоюза железнодорожников Московского узла Ефима Фёдоровича Кухмистерова, жившего на Шоссейной улице.

## Расположение
Улица Кухмистерова начинается от улицы Гурьянова, идёт на юго-восток. Пересекает Шоссейную улицу, идёт далее. Улица заканчивается, упираясь в улицу Полбина.

Кинотеатр Тула на улице Кухмистерова, открыт в 1988 году

## Транспорт

### Автобус
- 646: «Марьино» — Метро «Марьино» — улица Кухмистерова — Метро «Печатники» — Кинотеатр «Тула». Автобус следует только от Шоссейной улицы до улицы Гурьянова.

### Метро
- Станции метро «Печатники» Люблинско-Дмитровской линии и «Печатники» Большой кольцевой линии — в 900 м на север от пересечения с Шоссейной улицей.

### Железнодорожный транспорт
- Платформа «Люблино» Курского направления МЖД — в 200 м на северо-восток от пересечения с улицей Полбина.
- Платформа «Печатники» Курского направления МЖД — в 900 м на север от пересечения с Шоссейной улицей.

## Достопримечательности
На улице Кухмистерова в месте её пересечения с улицей Полбина в 2013 году разбит сквер с детской площадкой «Русские забавы». В 2019 году сквер был благоустроен по программе мэра Москвы Сергея Собянина «Мой район». По итогам работ сквер был полностью реконструирован: появилось 8 игровых площадок с различным оборудованием и детскими аттракционами (некоторые подходят для детей с ограниченными возможностями), 2 спортивные площадки, 3 крытые беседки в стиле конструктивизма и арт-объект «Я люблю Печатники». Благоустройство проходило с учётом пожеланий местных жителей: в ходе общественных встреч они оставляли пожелания и голосовали, какие площадки должны находиться на территории сквера и каким материалом будут моститься прогулочные дорожки. Также жители коллективным решением добились закрытия кафе, которое, по их свидетельствам, мешало жильцам домов на улицах Полбина (дом № 30) и Кухмистерова (№ 13). Сквер на улице Кухмистерова вошел в число 12 знаковых объектов ЮВАО, благоустроенных в 2019 году по программе «Мой район». 

Сквер на улице Кухмистерова (2019 г.)
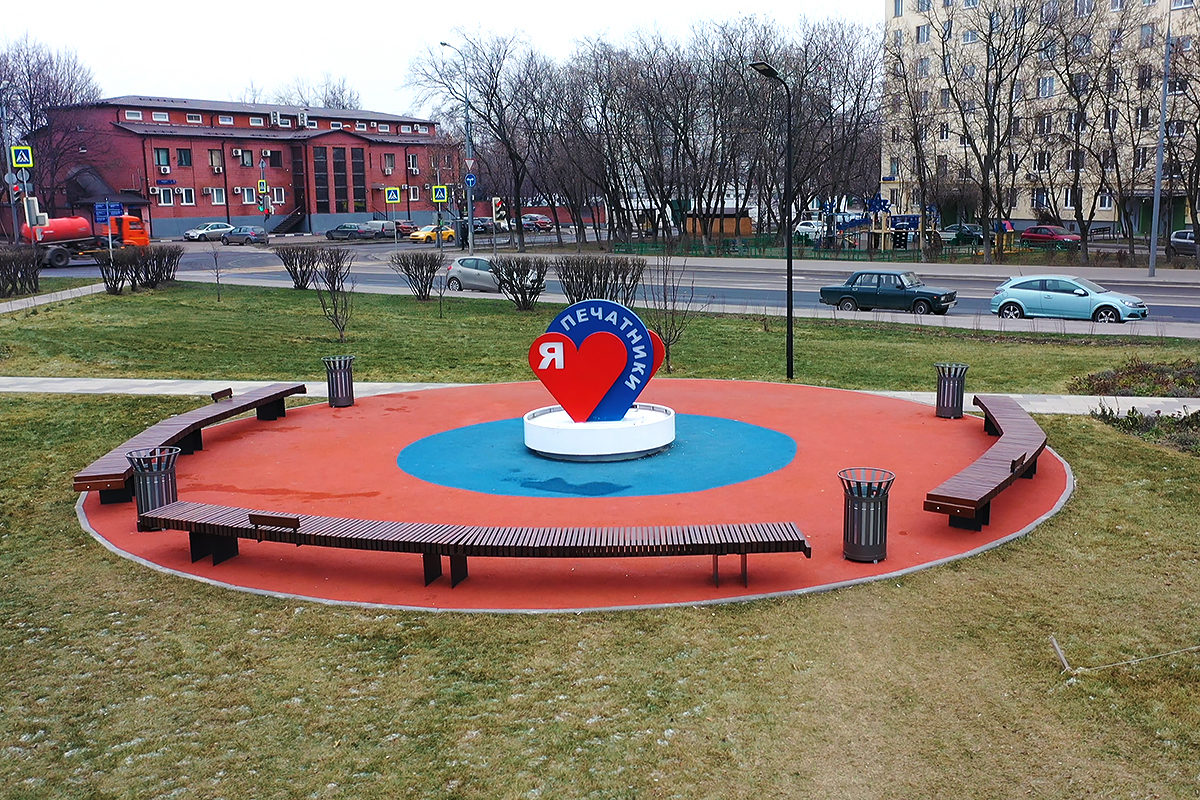
Стела «Я люблю Печатники»
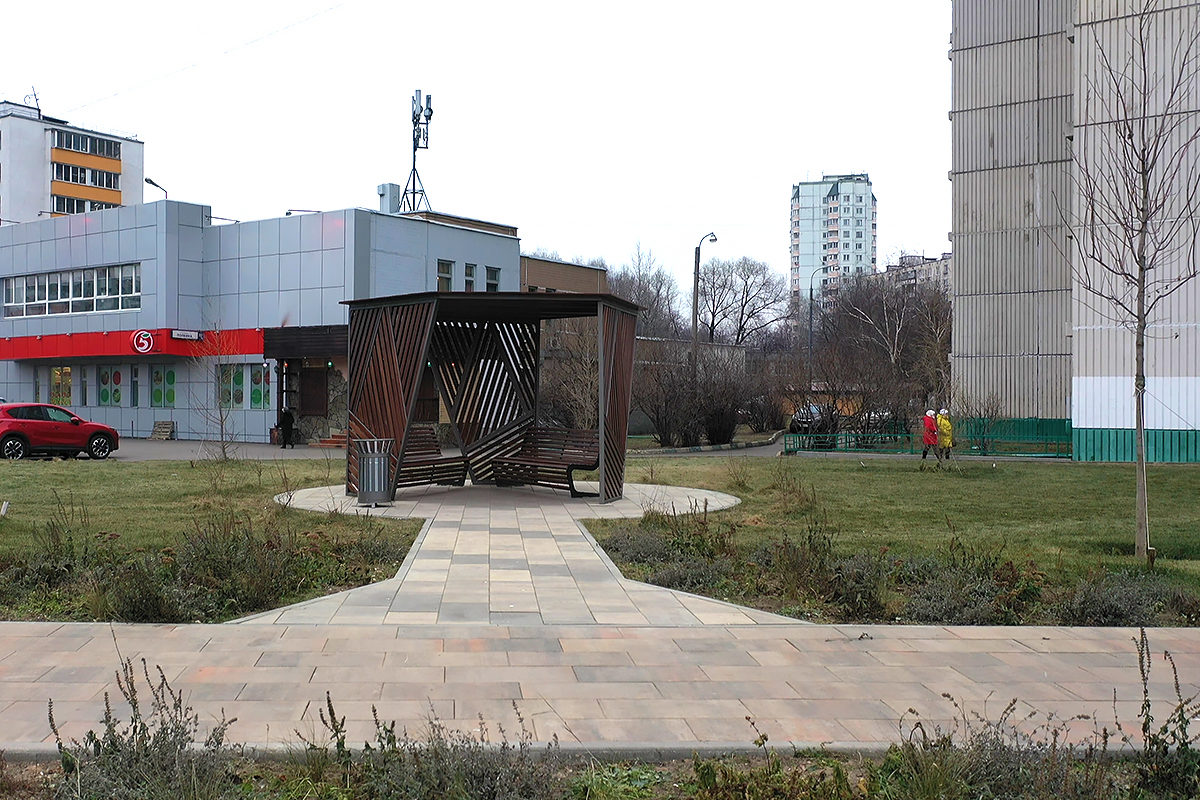
Беседка в стиле конструктивизм
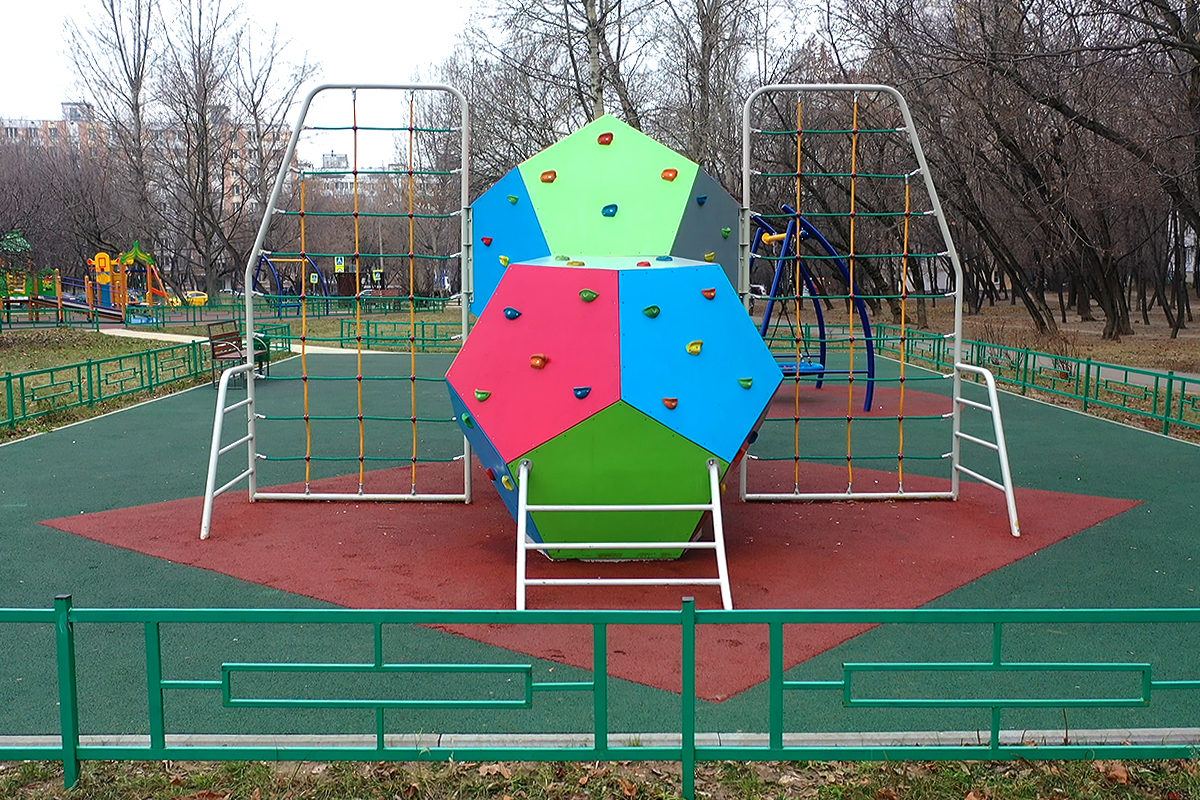
Детская площадка